# Romii din România

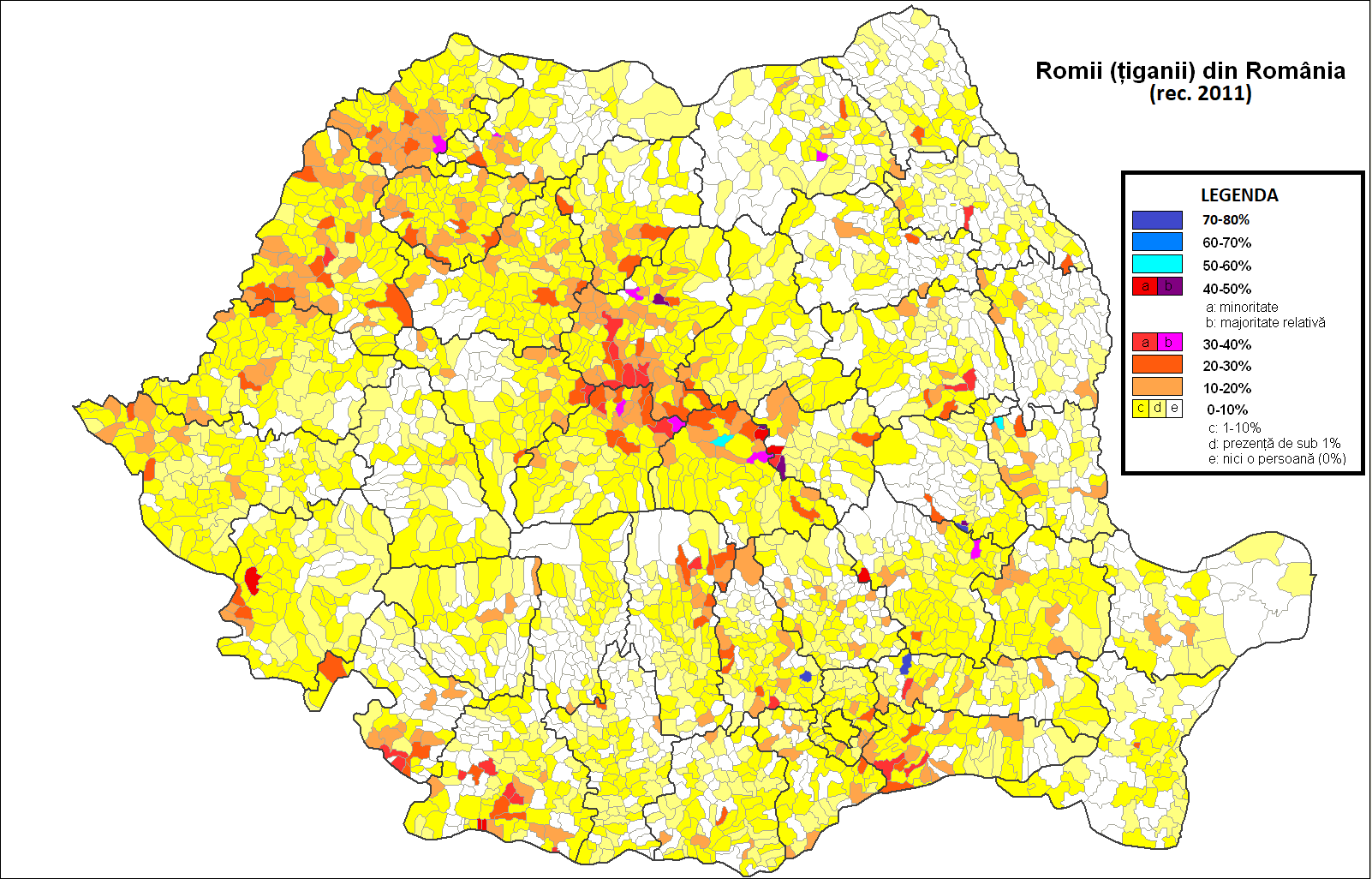
Țiganii/romii din România (2011)

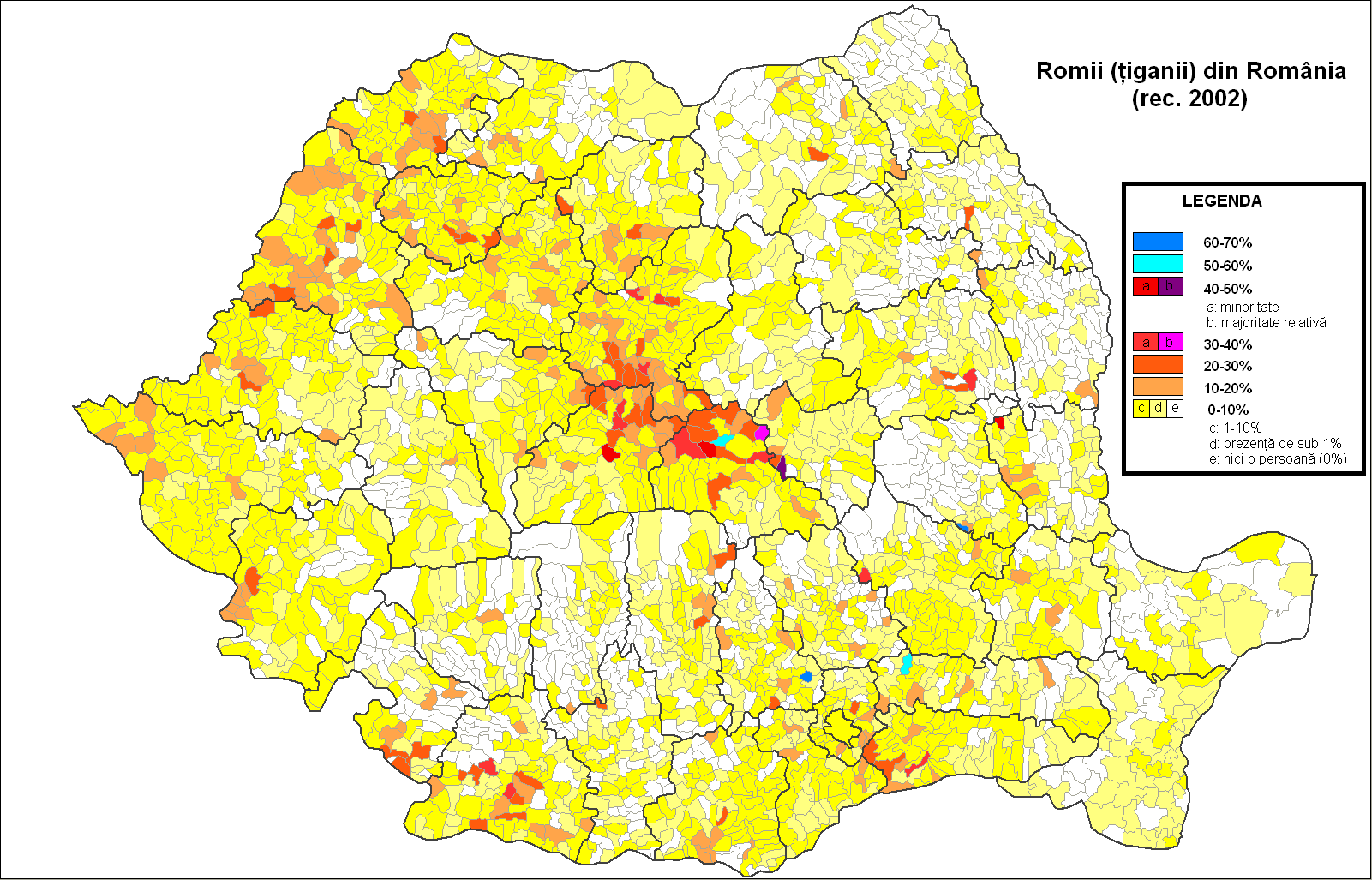
Țiganii/romii din România (2002)

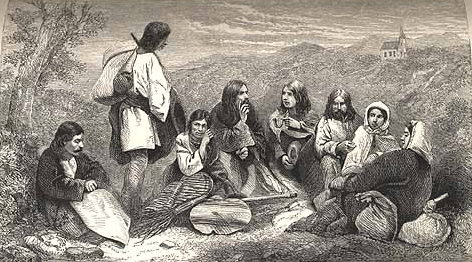
Țigani ardeleni (secolul al XIX-lea)

Romii din România (romi, uneori scris și rromi, cunoscuți popular și ca țigani, roma - în Limba romă) constituie unul dintre grupurile etnice minoritare cele mai mari din România. Conform recensământului din 2011, ei numărau 621.573 de persoane (adică 3% din totalul populației), fiind al doilea grup etnic minoritar din România ca mărime, după cel maghiar. Din acești 621.573 de oameni, 62% locuiesc în mediul rural (390.903). Există opinii că cifra estimată nu corespunde realității, fiindcă mulți din ei ar refuza să-și declare etnia. De exemplu, Consiliul Europei estimează că România găzduiește aproximativ 1.850.000 de romi, sau 8,32% din populația țării. În Maramureș, Bucovina, Banat, Dobrogea și Moldova concentrația romilor este sub media țării. Rezultatele definitive ale recensământului populației din 2021, publicate în mai 2023, arată că populația romă număra 569.477 persoane.

## Denumirea
Denumirea etniei este controversată. De exemplu, într-un dicționar cuvântul „țigan” a avut ca o parte din definiția sa „o persoană cu un comportament răutăcios”.Germanii îi numesc Zigeuner, românii - «țigani», iar maghiarii - czigany. Toate aceste cuvinte derivă din grecescul atinganoi, care înseamnă « de neatins ». Termenul circulă cu precădere în țările  Europei de Est și, de regulă, este utilizat doar de către persoane exterioare grupului etnic. Întrucât el este adesea marcat de conotații peiorative, țiganii preferă denumirea de « rrom », care, în limba lor de origine sanscrită (romani), înseamnă « bărbat », «bărbat însurat » și, într-un sens mai larg, « persoană aparținând grupului nostru » («noi»), în opoziție cu termenul gadzo, gadze, care înseamnă « el », « ei », adică ne-rrom.
Definiția din DEX 1998 ( preluată și în ediția din 2009) astfel diferențele dintre ”romi”/”țigani” (termeni sinonimi în accepțiunea DEX) și românii sau alte etnii, să pară înnăscute de neschimbat. Sensurile din Dicționarul explicativ al limbii române aflat în circulație  în anul 2011 nu diferă decât prin formulare de cele din dicționarul din 1939.
În DEX-ul  din 1939 rom=țigan/ Țigan și (vechi) ațigan,- că, în actele cele mai vechili se zice ațigan, ceea ce arată că numele le-a venit prin Macedoneni. În DEX-ul din 2009 rom, romi, rrom din țig. Rom -”om”. Termenul de rom este acceptat în limbajul public și academic românesc de aproape un secol. Acceptarea acestui termen în dicționare  poate fi considerată rezultatul muncii ”liderilor” mișcării civile de  ”emancipare” a romilor din anii 1919-1939. Tot în această perioadă apare Uniunea Generală a Romilor- prima organizație care reprezenta interesele romilor,  ziarul ”Glasul Romilor”- prima publicație a romilor din România.
Un al treilea termen care desemnează această etnie  a fost folosit în documentele medievale românești și era acela de „gavaon”. Acest al treilea termen nu s-a păstrat. Este interesant că Gavaon este și numele unei localități din nordul Indiei de astăzi.
În 27 aprilie 1919, la patru luni după Marea Unire, a avut loc prima Adunare Națională a Țiganilor din Transilvania la Ibașfalău (actualmente Dumbrăveni) județul Sibiu. Urmarea acestei Adunări s-a publicat un ”Memoriu”.

## Demografie

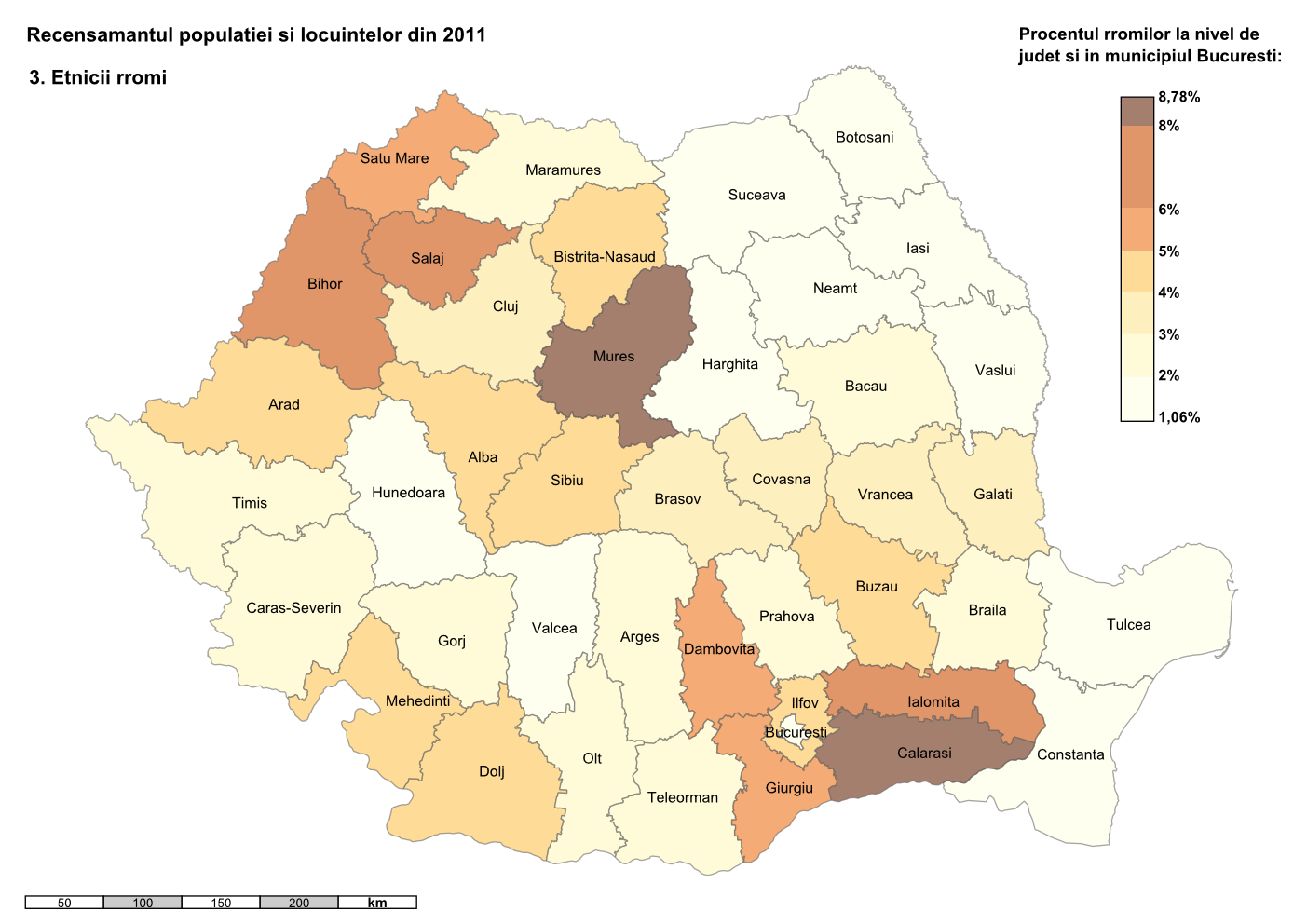
Minoritatea romă în România (recensământ 2011), pe județe

Procentajul vorbitorilor de limba romani printre romii din România (recensământ 2011), pe județe

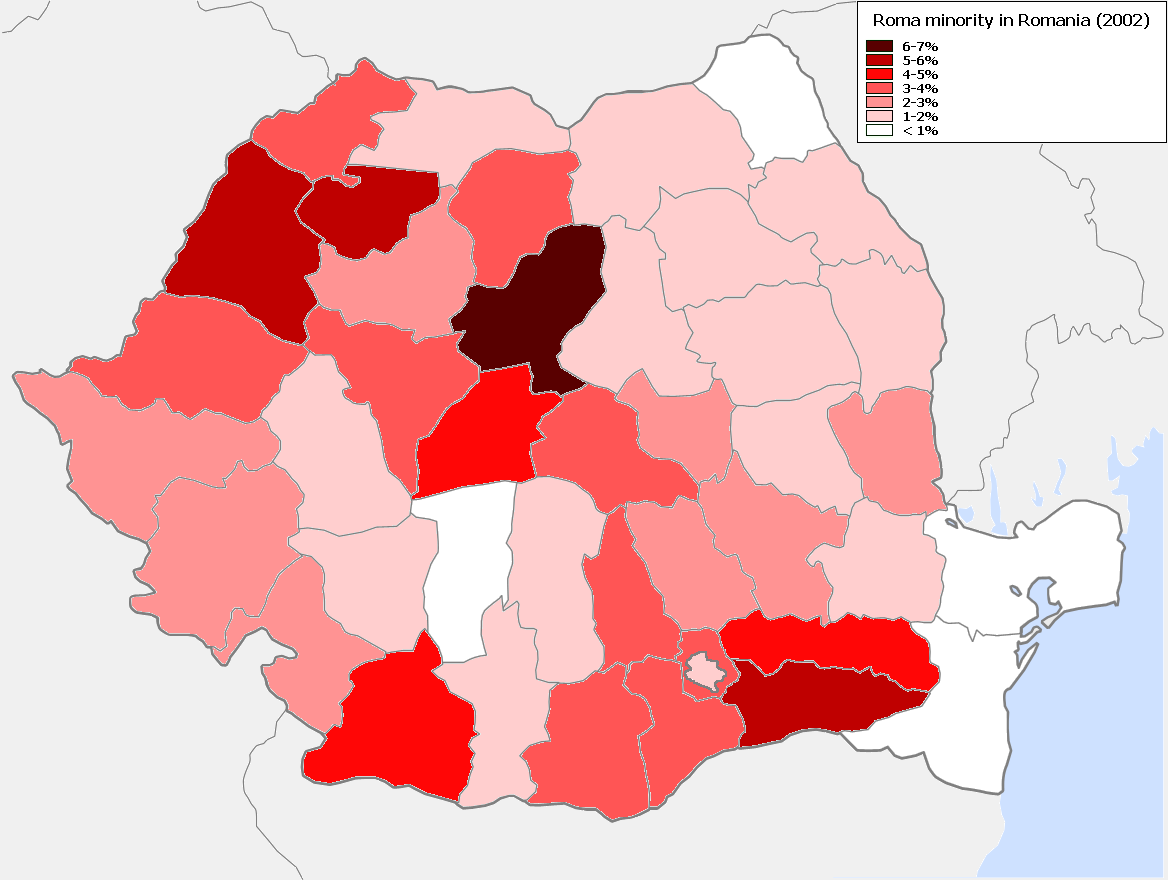
Minoritatea romă în România (recensământ 2002), pe județe

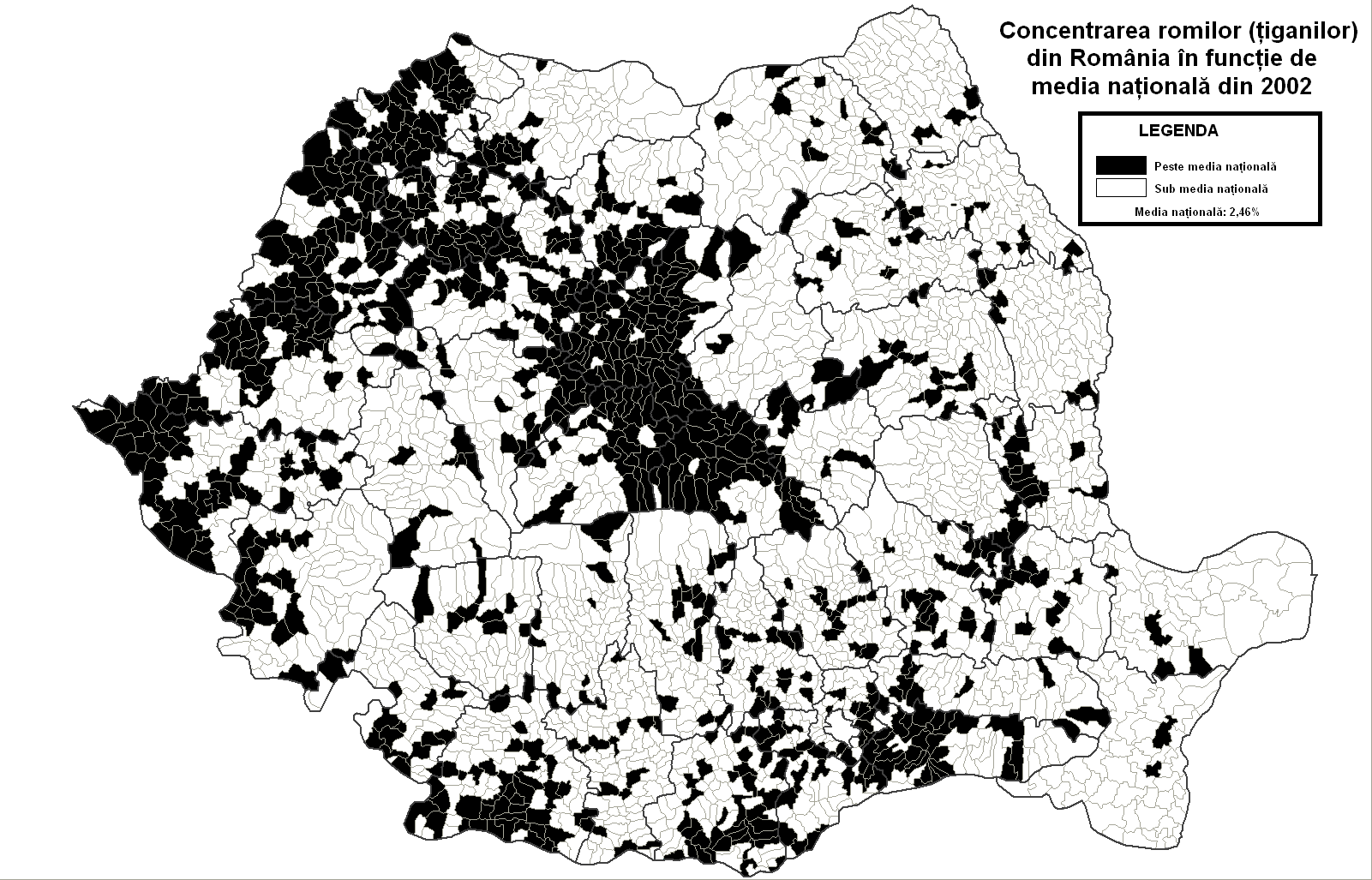
Minoritatea romă în România (recensământ 2002), pe comune și orașe, în funcție de media națională

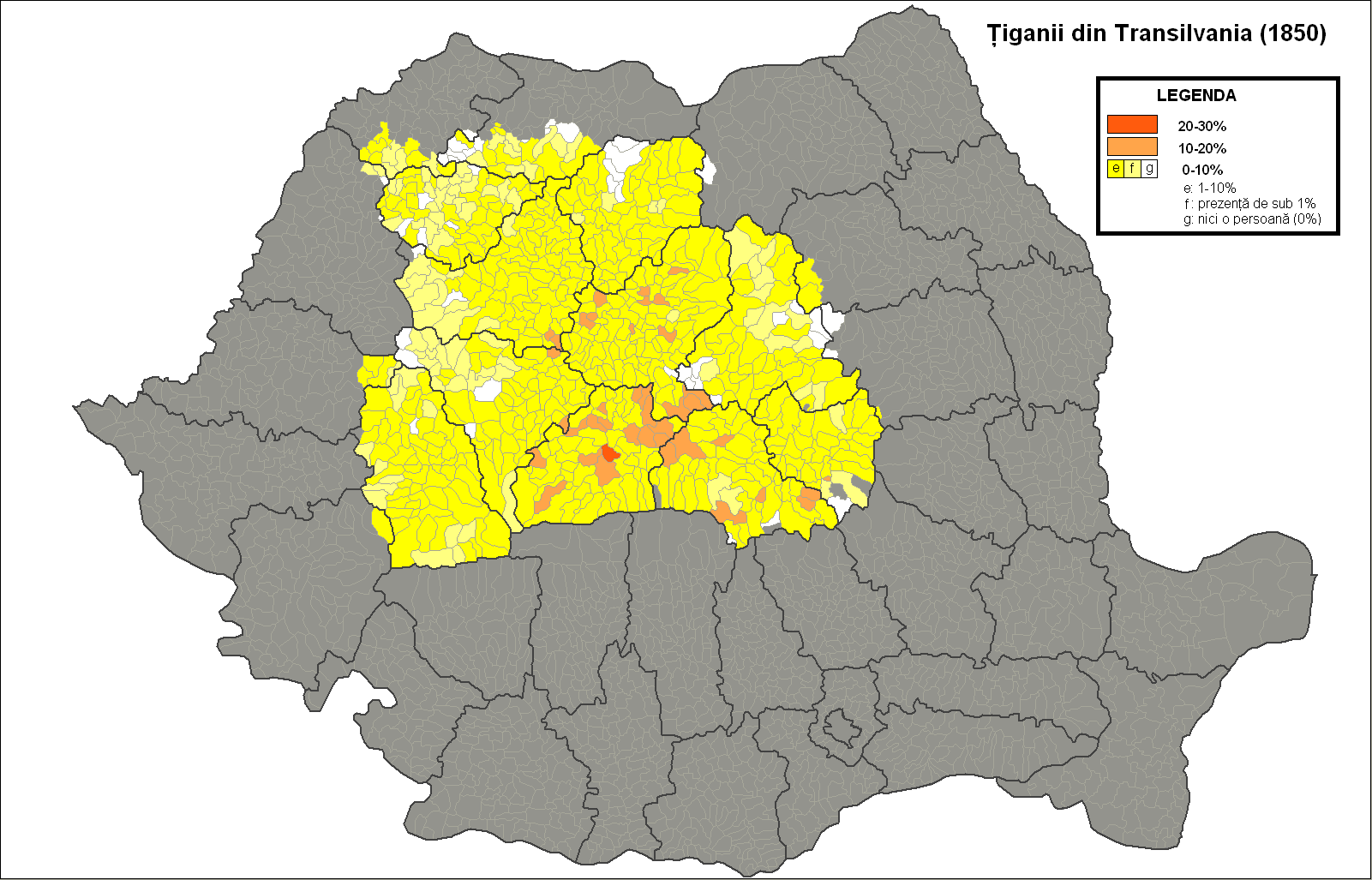
Țiganii din Transilvania (1850)

Numărul oficial al romilor (conform recensămintelor) nu corespunde cu cel estimat (ultimul fiind, de obicei, semnificativ mai mare):
- 1850: 78.000[17] (3,8%) în Transilvania [18]

- 1886: 200.000 (3,2%) în Vechiul Regat (estimare neoficială)
- 1930: 242.656 (1,6%) în România Mare
- 1956: 104.216 (0,6%)
- 1966: 64.197 (0,3%)
- 1977: 227.398 (1,05%)
- 1992: 409.723 (1,8%)
- 2002: 535.250 (2,5%)
- 2011: 621.573 (3,0%)[3]
- 2021: 569.477 (2,98%)[8][19]

## Istoric

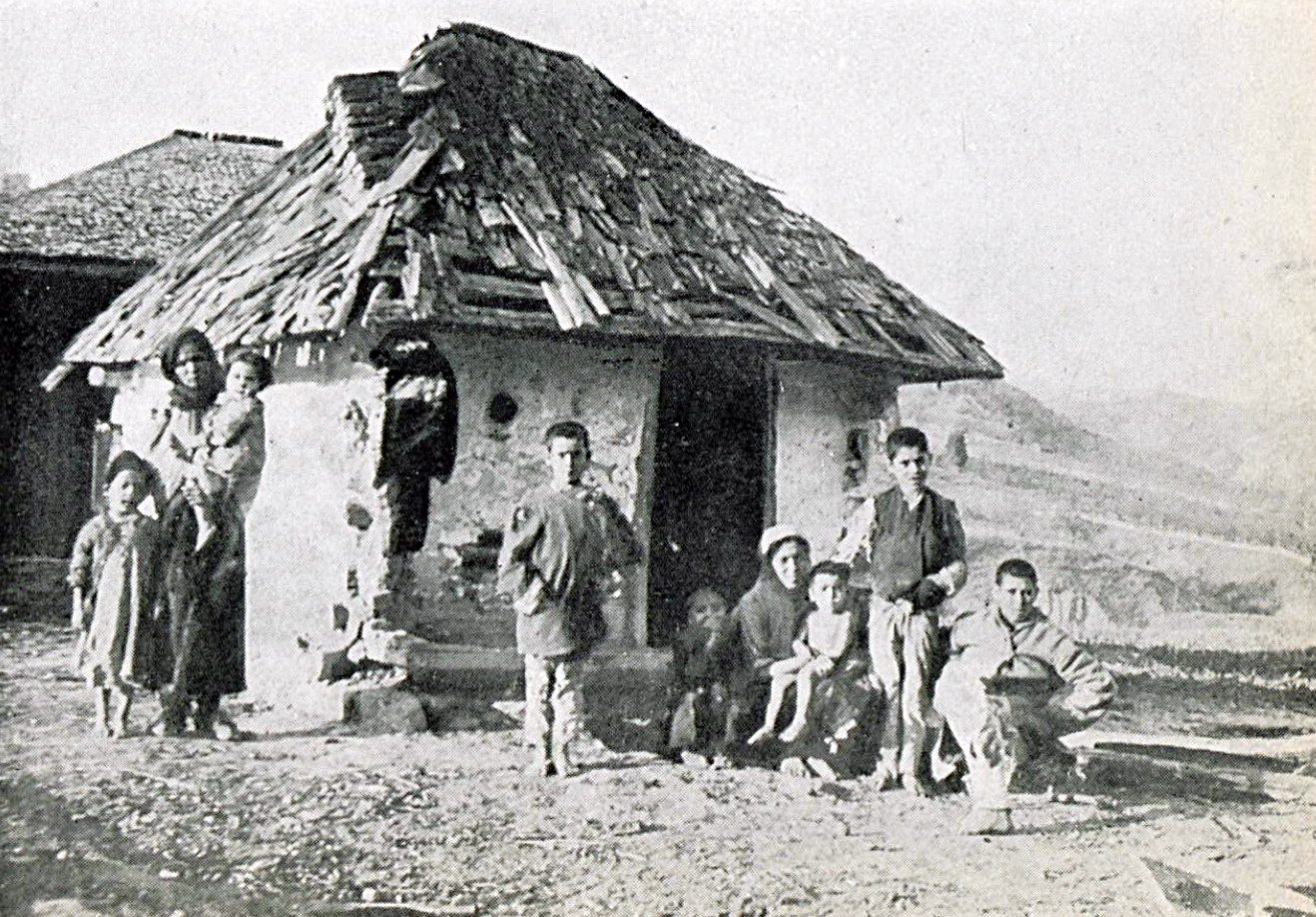
Sălaș de țigani din Valea Siretului, 1916

Aproape tot ce se știe despre istoria mai veche a romilor se datorează lingvisticii. Filologia comparată a descoperit asemănarea între limba vorbită de țigani și limba sanscrită. Învățatul german, H.M.G. Grellmann, în prima lucrare modernă cu caracter științific consacrată țiganilor (1783), a concluzionat că această populație este de origine indiană.
Nu se știe exact când au venit primii romi în teritoriul României de azi. Jonathan Fox a cercetat și constatat că probabil au venit în secolul XI. Un alt cercetător, Bogdan Petriceicu Hasdeu, a găsit un document semnat de Mircea cel Bătrân care sugerează că veniseră cu un secol înainte de acea dată. Nicolae Iorga considera că țiganii au venit în Principatele Române odată cu invazia mongolă din anul 1241. Tătarii i-au adus cu ei în această parte a Europei, iar odată cu retragerea lor, țiganii au rămas în stăpânirea românilor ca robi.
În compendiul academic „A History of the Gypsies of Estearn Europeand Russia”, apărut la New York în 1996, David  M. Crowe ilustrează, într-un capitol distinct, istoria țiganilor din România (p. 107-155). Sunt enumerate documentele privitoare la grupurile etnice de romi consemnate în timpul istoriei medii și moderne a României, dar și situația existentă în perioada comunistă și postdecembristă.
O atestare documentară a romilor de pe teritoriul României actuale, datează din anul 1385, când domnitorul Țării Românești, Dan I, dăruiește Mănăstirii Tismana posesiunile care aparținuseră mai înainte Mănăstirii Vodița de lângă Turnu Severin, posesiuni primite de la unchiul său Vladislav I, între acestea se află și 40 de sălașe de „ațigani”.
În Moldova țiganii sunt amintiți prima dată în 1428, când Alexandru cel Bun dăruiește mănăstirii Bistrița 31 de sălașe de țigani și 12 bordeie de tătari.
În Transilvania prima informație despre prezența țiganilor se referă la Țara Făgărașului, (un act dat de Mircea cel Bătrân, care stăpânea Țara Făgărașului cu titlu de feud), unde un boier Costea stăpânea satele Viștea de Jos, Viștea de Sus , jumătate din Arpașul de jos, precum și 17 țigani de cort. Actul poate fi plasat între 1390-1406.

## Robia

### Structura populației țigănești în Moldova și Țara Românească la începutul secolului al XIX-lea
În decursul Evului Mediu, romii din țările românești au reprezentat o importantă categorie socială, fie că era vorba de „robi domnești”, „robi mănăstirești” sau „robi boierești”, delimitarea categoriilor de romi fiind realizată în funcție de apartenența lor la stăpân. Robul era întru totul proprietatea stăpânului său, îl punea la muncă, îl putea vinde sau schimba pe alt bun, îl folosea la plata unei datorii sau îl lăsa moștenire.
Robii domnești se ocupau cu prelucrarea metalelor, a lemnului, își exercitau meseriile prin țară sau lucrau efectiv la curtea domnească și aduceau domniei venituri importante prin dările pe care erau obligați să le plătească (în documente sunt numiți țigani domnești, țiganii domniei, țiganii statului). Mihail Kogălniceanu îi împarte în patru categorii: rudarii sau aurarii, ursarii, lingurarii și lăieșii (fierari și zidari). O categorie aparte de robi domnești o formau în Moldova „robii doamnei”, robi care se aflau în stăpânirea exclusivă a soției domnitorului.
Robii mănăstirești proveneau din donațiile făcute de domni și de boieri. Numărul lor a sporit prin căsătoria cu oameni liberi. Regula a fost ca aceștia să devină robi, ei și urmașii lor. Erau folosiți la munca câmpului sau ca meseriași, la tăiatul și căratul lemnelor, la toarcerea lânii.
Robii boierești proveneau din danii domnești, cumpărări, moșteniri, zestre și pradă de război.
Pe robii aparținând boierilor și mănăstirilor, Mihail Kogălniceanu îi împarte în două categorii: lăieșii și vătrașii. Țiganii vătrași erau de două feluri: țigani căsași sau de curte și țigani de ogor sau de câmp.În țările românești existau și țigani liberi. Ei erau fie lăutari, fie așa-numiții „netoți”, care trăiau în stare de sălbăticie prin munți și păduri.

### Legea românească și dreptul robilor
Robii aveau un statut juridic particular. Dreptul lor se referă la obligațiile pe care le aveau față de stăpâni și stat, la pedepsele de care erau pasibili (când nu-și îndeplineau obligațiile sau când  se făceau vinovați de orice infracțiune), precum și instanțele care trebuia să-i judece. Primele legi scrise cu privire la robi sunt de proveniență bizantină, însă, statutul robilor ținea în mod exclusiv de cutumă.
Stăpânii de robi din țările românești nu aveau dreptul să-și pedepsească robii cu moartea. Robii nu răspundeau pentru daunele provocate persoanelor libere, acestea erau suportate de stăpân. Neînțelegerile dintre stăpâni în legătură cu robii se judecau de sfatul domnesc, prezidat de domn. Pentru delictele și crimele comise, robii puteau fi judecați de stăpânii lor, în primă instanță, având dreptul de a le aplica anumite pedepse de către un număr de slujitori ai puterii centrale sau locale de stat (hatmanul  a avut un rol important) și, în sfârșit, de către domn, singur sau împreună cu sfatul domnesc.
Orice infracțiune sau crimă ar fi săvârșit robii, puteau fi răscumpărați de stăpâni sau de alte persoane dacă se plăteau despăgubirile fixate de instanțe, precum și cheltuielile de judecată și urmărire.
Condițiile romilor au fost neînduplecate. Pedeapsa cu moartea a fost des întâlnită: „un sclav care viola o femeie era ars de viu”. În Transilvania (pe atunci parte a Imperiului Austro-Ungar), dacă un rom vorbea limba romani (țigănească) primea douăzeci și cinci de lovituri cu biciul. Hainele lor tradiționale au fost interzise de asemenea în Transilvania. împărăteasa Maria-Tereza (în 1768 și 1773) și fiul ei, împăratul Iosif al II-lea (prin circulara din 12 septembrie 1782), sunt cei care iau o serie de măsuri pentru sedentarizarea țiganilor și ștergerea tradițiilor acestora, considerate a fi înapoiate.
S-au păstrat numeroase documente interne care ne relatează schimburi de proprietăți contra vite sau robi țigani ori produse de ale solului. Astfel, de exemplu, în 1612 se dă un cal pe un țigan cu femeia și copiii săi; În 1619 o țigancă este plătită cu 40 lei și 2 boi, iar în 1710 cu 30 vedre de miere se cumpără o țigancă.

## Dezrobirea
Robia a rămas până la mijlocul secolului al XIX-lea o instituție nealterată, parte componentă a sistemului social al țării. Principatele Române erau țara cu cei mai mulți țigani. Aproximativ 7% din populația totală a țării era formată din țigani.
Dezrobirea țiganilor a fost un proces care a durat două decenii și care s-a făcut printr-un întreg șir de legi. Deschiderea tot mai mare a românilor spre Occident, odată cu intrarea în viața publică a generației pașoptiste, a determinat ca  problema robiei să fie de interes public și tratată în consecință la nivel legislativ și administrativ.
Regulamentele organice au menținut robia ca parte a regimului social al țării, se arată interesate de sedentarizare, dar se referă doar la țiganii statului care sunt impuși la obligații fiscale, fiind astfel  transformați  în robi contribuabili.
În programul Revoluției de la 1848, lichidarea completă a robiei s-a aflat printre prioritățile sociale. În Țara Românească se obține, pentru o perioadă scurtă de timp, abolirea totală a robiei, însă rușii și turcii o vor reinstaura.
Prima lege  care  a desființat robia a fost adoptată în Țara Românească în anul 1843 (legea pentru desființarea dajnicilor de sub administrația Vorniciei temnițelor și trecere lor sub administrația ocârmuirilor de județ) și se referea doar la robii statului. În 1847, la propunerea domnitorului Gheorghe Bibescu sunt eliberați din robie toți țiganii mitropoliei,  ai episcopiilor, ai mănăstirilor și ai oricărui așezământ public. În februarie 1856, domnitorul Barbu Știrbei, încheie eliberarea țiganilor din Țara Românească, obținând votarea slobozirii celor care aparțineau persoanelor particulare.
În Moldova, în 1844, la propunerea domnitorului Mihail Sturza, a fost adoptată legea în baza căreia țiganii aparținând bisericii și așezămintelor monastice, precum  și țiganii statului deveneau liberi. În decembrie 1855, domnitorul Grigore Ghica hotărăște, eliberarea tuturor țiganilor din Moldova.
Desființarea robiei în principatele române s-a făcut pe rând, pe categorii de robi, a început odată  cu Regulamentul organic și s-a încheiat cu legile din 1855-1856.
Conform Neueste Erdbeschreibung und Staatenkunde. Zweiter Band. von Dr. F.H.Ungewitter (Dresden, 1848), în Țara Românească trăiau 90.000 de romi, reprezentând 4% din populația țării, iar în Moldova 12.000, reprezentând 0,8% din populația statului. Recensământul din Transilvania din 1850 atesta o proporție de 2,2% de romi din populația totală. În secolul al XIX-lea s-a ivit o schimbare în atitudinea față de sclavi, nu doar în România ci și prin toată Europa, astfel, sub influența ideilor liberale ale revoluției de la 1848, toți oamenii au fost declarați liberi și egali, robia romilor fiind definitiv abolită în 1856. Prima declarație a libertății sclavilor a fost data în anul 1848, dar, din cauza faptului că guvernul de atunci a fost slab și nu a durat mult timp, nici acest decret nu a durat, ne având practic efect vizibil. În Moldova și Valahia s-au mai făcut declarații de emancipare în anii 1855 și 1856 respectiv, dar tot nu au avut efectul dorit. În anul 1864 Alexandru Ioan Cuza, care a domnit peste ambele principate la acea vreme, i-a eliberat pe toți romii definitiv. După ce romii au fost eliberați, unii dintre ei au părăsit România. Mulți romi erau deja sau au ajuns în țările din Europa de Vest și mulți au ajuns de asemenea și în America.
Romii din Bucovina, provincie trecută sub stăpânire habsburgică din 1774, sunt primii care au părăsit statutul de robi. Astfel, robia a fost desființată aici printr-un ordin al împăratului Iosif al II-lea dat încă în 1783. Din punct de vedere juridic însă, abia începând din 1803, când li se modifică și statutul fiscal, romii se află în aceeași situație cu ceilalți locuitori ai provinciei.

## Deportarea în Transnistria
De la dezrobirea lor (secolul al XIX-lea), și până la regimul Antonescu, țiganii nu s-au bucurat de atenția vreunui guvern. Mobilul politicii față țigani a guvernului Antonescu a fost de ordin social, scopul declarat fiind eradicarea infracționalității. În nici un act , măsurile luate de autorități nu sunt justificate rasial, și trebuie privite în contextul politicii de instaurare a ordinii de control strict din partea statului asupra componentelor vieții sociale. Astfel, a fost promovată o politică de eliminare a tot ce nu se încadra în acest concept. În această politică se încadrează persecuțiile împotriva comuniștilor,  legionarilor (1941),  evreilor, țiganilor, cultelor religioase minoritare.
În anul 1940, luna noiembrie, Ministerul de Interne a interzis romilor nomazi deplasarea, din cauză că transmit tifos. Această interdicție a venit în urma recomandărilor făcute de Ministerul Sănătății.
Pe 24 mai 1942, s-a efectuat un recensământ al romilor în vederea pregătirii operației de deportare. Recensământul s-a făcut prin organele poliției și jandarmeriei. Nu a fost descoperit  niciun rezultat al acestuia în arhivele instituțiilor central și nici în cele ale instituțiilor subordonate, care i-au înregistrat.
Romii nomazi au fost persecutați primii, prin Ordinul No. 70S/1942 al Președinției Consiliului s-a ordonat deportarea lor în Transnistria, fără nicio excepție.
La 31 mai 1942, mareșalul Ion Antonescu, (șeful statului), a ordonat trimiterea peste Bug, în limita răsăriteană a teritoriului numit generic „Transnistria", cuprins între apele râurilor Nistru și Bug, până la limanul Niprului, trecut sub administrație civilă românească după declanșarea războiului contra URSS-ului, a următoarelor categorii de romi din România interbelică, împreună cu familiile lor:
- 1.Țigani nomazi - (căldărari, lingurari etc);
- 2.Țigani stabili - acei care, deși nenomazi, sunt condamnați recidiviști sau nu au mijloace de existență sau ocupație precisă din care să trăiască în mod cinstit prin muncă și deci constituie o povară și un pericol pentru ordinea publică.

Situație numerică privitoare la evacuarea țiganilor nomazi și nenomazi în Transnistria, întocmită de Inspectoratul General al Jandarmeriei, Serviciul Jandarmeriei. Secția a III-a
1)Țigani nomazi evacuați între 1 iunie și 15 august 1942:
Bărbați..............2.352;
Femei..............2.375;
Copii..............6.714;
Total..............11.441.
2)Țigani nenomazi (stabili) nemobilizabili și periculoși ordinii publice, evacuați cu trenurile de evacuare între 12-20 septembrie 1942:
Bărbați..............3.187;
Femei..............3.780;
Copii..............6.209;
Total..............13.176.
Au mai fost evacuați ulterior cu aprobări speciale, fiind infractori eliberați din închisori:
Bărbați..............22;
Femei..............17;
Copii..............30;
Total..............69.
Total general țigani nomazi și nenomazi evacuați: 24.686
Deportarea în Transnistria a fost luată împotriva țiganilor„ problemă”, adică a acelora considerați „periculoși”, „indezirabili”. Unul din criteriile de deportare era absența bunurilor, dar proprietatea unui teren sau a unei case nu i-a putut dispensa de deportare. Evacuarea a început la 12 septembrie 1942, când au fost pregătite nouă trenuri, din diferite regiuni, pentru a-i transporta. În opt zile, 30.176 de rromi sedentari au fost plasați în Transnistria. Erau ținuți în lagăre în condiții inumane. În timpul iernii, 1942-1943, 3-4.000 de rromi au murit de tifos, alții din cauza alimentației precare și a frigului, alții au fost împușcați. Orice metodă de a evada era încercată. Rapoartele comisarilor guvernamentali indică 795 de evadări din Transnistria.
Țiganii care au supraviețuit deportării s-au înapoiat în țară, în primăvara anului 1944, odată cu retragerea armatei și autorităților române în fața ofensivei sovietice. Odată cu 23 august 1944, când guvernul Antonescu a fost înlăturat (legislația considerată fascistă , abrogată), s-a pus capăt și politicii anterioare față de țigani.

## Țiganii în timpul regimului comunist
Transformările economice petrecute în România au avut drept consecință dispariția meseriilor tradiționale practicate de către aceștia fiind nevoiți să îmbrățișeze diferite profesii. Fierarii și au găsit de lucru în industria grea și în construcții angajându-se în număr cât mai mare ca zidari. La sate țiganii lucrau la C.A.P.-uri prestând diferite munci agricole ca zilieri  sau lucrători sezonieri.
În perioada comunistă, mii de romi au părăsit România, contra unor sume importante de bani și aur, în cadrul unei filiere „mafiote” formate între clanurile de romi, Securitate și Miliție.

## Cultură și tradiție

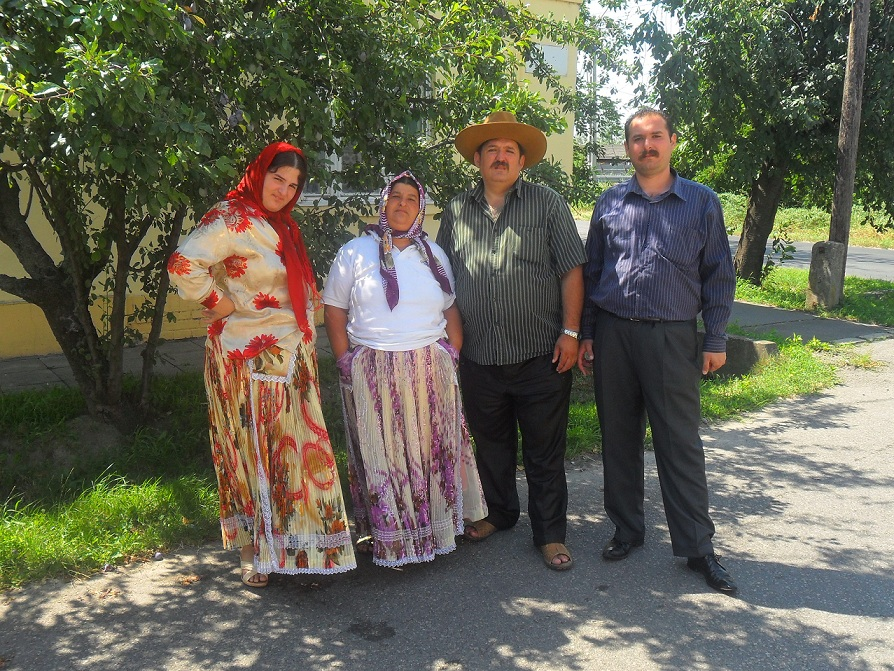
Țigani gabori în Transilvania

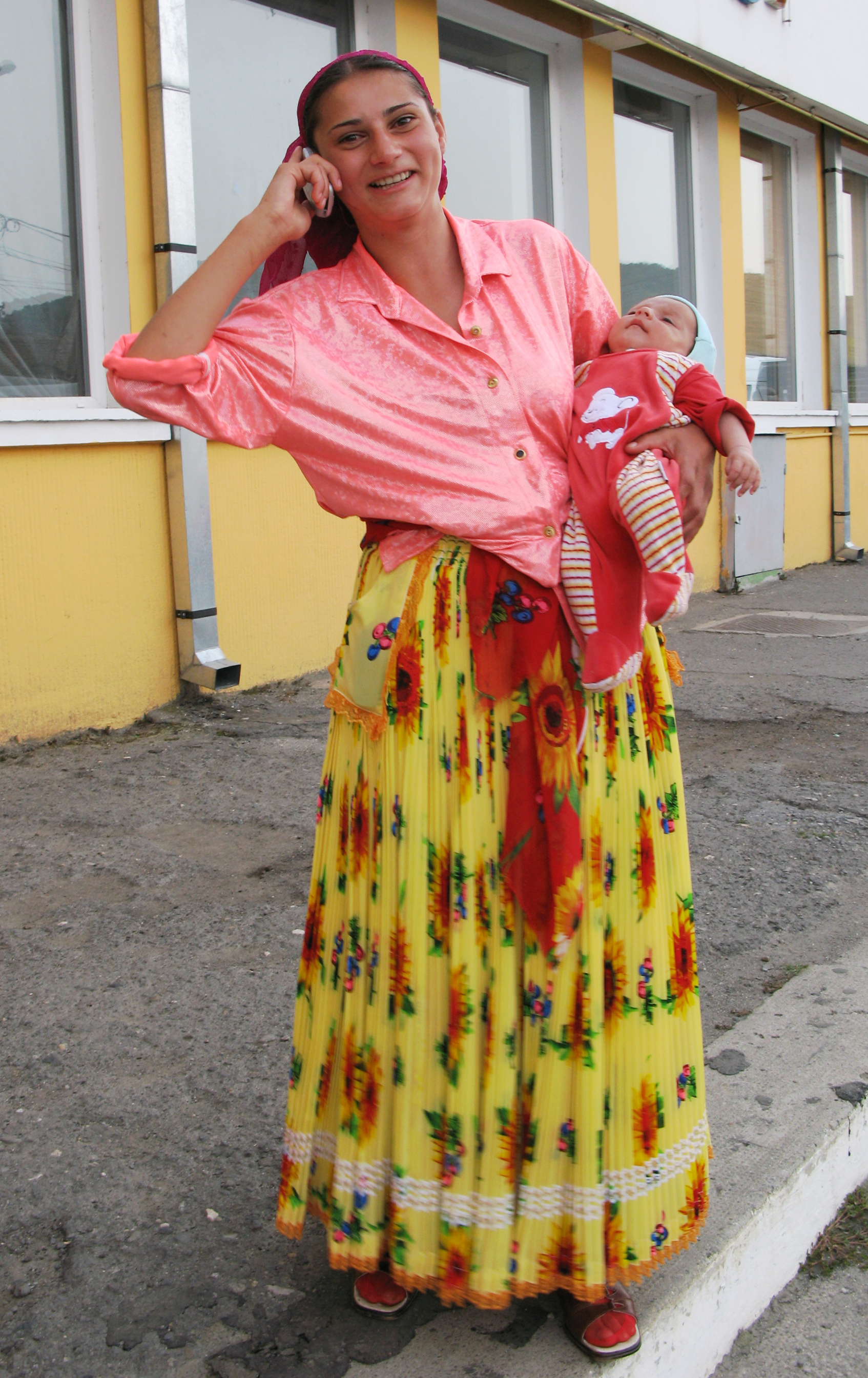
Femeie romă în haine tradiționale

Tradițiile sunt o parte esențială a vieții pentru romi. Acest grup etnic a păstrat multe din tradițiile lor de când erau sclavi dar cel mai important eveniment din tradiția lor este „nunta țigănească”, care este foarte decorată și strălucitoare cu mult dans și multă muzică. Una din tradițiile care iese la iveală astăzi este tradiția de „căsătorie minoră". Vârsta medie la căsătorie pentru fete este nouăsprezece ani. Aceasta este o vârstă foarte fragedă în comparație cu alte culturi ale lumii moderne. Romii de multe ori au un respect mai mare pentru tradiția și obiceiurile lor decât față de legile țării în care trăiesc. În cazul căsătoriei minore acest respect al tradiției este motivul multor conflicte între romi și instituțiile de protecție a copilului și Uniunea Europeană.
În anul 2003, aderarea României la Uniunea Europeană era îngreunată de nunta fiicei regelui Cioabă. Ana Maria Cioabă, în vârstă de 12 ani, era măritată forțat cu un tânăr de 15 ani. Raportorul Uniunii Europene, baroana Emma Nicholson a criticat public autoritățile de la București, cerând anularea nunții până în momentul în care ambii miri aveau să împlinească vârsta majoratului. Până la urmă, nunta avut loc, romii invocând tradiția de sute de ani a nunților dintre minori. Ulterior, comisia pentru Protecția Copilului Sibiu a decis în octombrie 2003 ca Ana Maria Cioabă și Mihai Biriță să se întoarcă separat la familiile lor biologice.
În mai 2014, regele romilor, Dorin Cioabă, a anunțat că va interzice oficial căsătoriile între minori, precum și „tranzacțiile” care se fac între părinții mirilor. Anunțul regal a venit după ce verișoara regelui Cioabă, Manuela Luminița Cioabă, a decis să fugă de acasă cu iubitul ei, fără știrea părinților.
Altă tradiție este cea a staborului, care este o instanță neoficială organizată de comunitățile de romi.

### Liderii comunităților de romi
- Ion Onoriu (1937 - 1998), a fost primul președinte al Uniunii Democrate a Romilor din România devenită Partida Romilor Pro-Europa, renumit virtuoz de muzică populară și lăutărească, șef de ansamblu român, lider religios, persoana publica, filantrop.
- Gabi Luncă (1938 - 2021), președinta Camerei Naționale a Reprezentanților Romilor, membră fondatoare a partidului Uniunea Națională Creștină a Romilor din România, politiciană, scriitoare, cetățeană de onoare al Comunelor: Șiria jud. Arad și Vărbilău jud. Prahova, misionară creștină, persoană publică, filantrop.
- Ion Cioabă, autoproclamat în anul 1992 „rege internațional al romilor”. Fost bulibașă, dar și activist al Uniunii Tineretului Comunist, a fost inclus în 1990 în Consiliul Provizoriu de Uniune Națională și a obținut restituirea aurului confiscat de comuniști.
- Florin Cioabă (1954 - 2013) a fost un cunoscut conducător al romilor, care s-a autoproclamat în anul 1997 ca „rege internațional al țiganilor”.
- Iulian Rădulescu (1938 - 2017) a fost un conducător al romilor, care s-a autoproclamat în anul 1993 ca „Împărat al rromilor de pretutindeni".
- Nicolae Păun, politician, membru fondator al Partidei Romilor „Pro Europa”, deputat din partea minorității rome în Parlamentul României[45]
- Ilie Badea Stănescu, conducător al romilor, care s-a autoproclamat în anul 2003 „Rege Internațional al tuturor rromilor creștini de pretutindeni”

În comunitățile locale, romii sunt conduși de câte un bulibașă.

## Legende
Unele izvoare istorice și legende arată prezența triburilor nomade, indiene, ale mezilor începând cu cucerirea Mediei de perși. În anul 550 î.Hr., unul dintre descendenții regelui Achaemenes, Cyrus, învinge pe ultimul rege al mezilor, Astyages, și fondează Imperiul Medo-Persan. În 547 î.Hr. împăratul persan Cyrus cel Mare cucerește Sciția Mică până la Dunăre în Bulgaria de azi. În anul 529 î.Hr. într-o expediție împotriva triburilor nomade Cyrus îl capturează pe Spargapises, fiul reginei geților Tomiris și conducătorul armatei, care se sinucide, determinând împăratul să treacă fluviul în zona Brăila, unde moare în luptă cu massageții.

## Educație

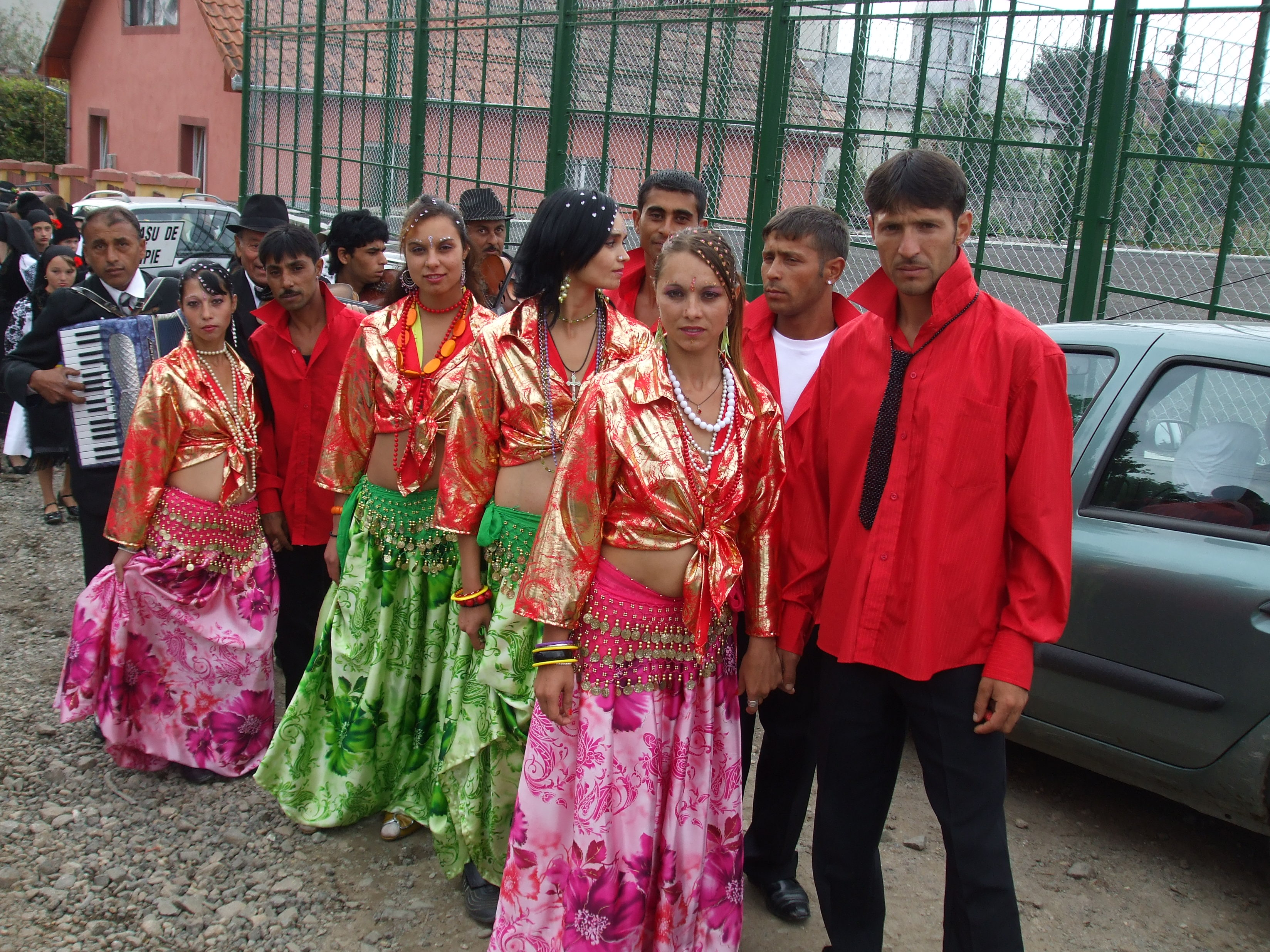
Formație de dansuri țigănești din Cluj

Una din problemele de rezolvat este aceea de a da fiecărui copil rom o șansa egală la educație. Pentru multe minorități acest lucru este o străduință greu de obținut din cauza barierei limbii și a culturii. În România, multe familii ale romilor nu își trimit copiii la școală pentru că nu au învățat limba română destul de bine. Există organizații care încearcă să schimbe acest lucru prin integrarea învățătorilor care să predea în limba „țigănească" (romani).
Există multe alte bariere așa cum demonstrează următoarele cifre de la situl Partidei Romilor Pro-Europa:
- Mai puțin de o jumătate din romii intervievați au declarat afilierea lor etnică pe parcursul ultimului recensământ național. Peste 28% au declarat că aparțin populației majoritare.
- 54% din romii intervievați vorbesc limba natală în familie.
- Doar 37% (1 din 3) din romii chestionați au absolvit școala primară, doar 6% (1 din 18) au absolvit școala secundară și 1% au frecventat un colegiu.
- Unul din 5 romi nu vor trimite copiii la școală din lipsa de îmbrăcăminte decentă.
- Părinții își trimit copiii în școli și instituții speciale (deseori pentru copii cu probleme mentale) pentru că ei consideră că „programul școlar este mai ușor și copilul poate să reușească".
- Mai mult de jumătate din romii intervievați consideră că printre ocupațiile tradiționale (așa ca meșteșugărit, vindecare, ghicit, etc.) doar comerțul și muzica le poate aduce un venit.
- Romii consideră că o persoană are nevoie de o sănătate bună (69%), noroc (66%) și sârguință (53%) pentru a reuși în viață. Asistența din partea statului este pe locul 4 după importanță.

## Religie
În lume, pe lângă numeroase practici păgâne, romii dețin în general religia populației majoritare. Astfel, în conformitate cu religia predominantă a României, majoritatea romilor sunt creștini ortodocși. În ultimele două decenii au existat multe cazuri în care romi ortodocși s-au convertit la diverse culte neoprotestante (totuși, majoritatea enoriașilor acestor comunități religioase nu sunt etnici romi, ci români). În unele localități cu o populație predominant maghiară (în estul și nordul Transilvaniei), romii sunt fie romano-catolici, fie reformați (în funcție de confesiunea maghiarilor). De asemenea, în unele sate care dețin (sau au deținut) o populație săsească există mici comunități de romi luterani (de ex. la Uila). O bună parte a romilor din Dobrogea sunt musulmani (aprox. 1% din totalul romilor din România, una dintre cele mai însemnate comunități fiind cea din Babadag).

## Personalități de etnie romă sau cu origini rome în România
- Ștefan Răzvan (d. 1595), fiul unui tată rrom musulman și al unei mame moldovence [49], domn al Principatului Moldovei în perioada (aprilie - decembrie 1595).[50]
- Ion Onoriu (1937-1998), politician, lider religios creștin, artist, muzicant, persoana publica, filantrop.
- Gabi Luncă (1938-2021), politician, artist, misionară creștină, cetățean de onoare, scriitor, persoana publică, filantrop.
- Johnny Răducanu (1931–2011), contrabasist, pianist, compozitor, aranjor și conducător de formație[51]
- Ștefan Bănică (1933–1995), actor și cântăreț[51]
- Dida Drăgan (n. 1946), cântăreață și compozitoare[51]
- Mădălin Voicu (n. 1952), politician, violonist și dirijor[51]
- Florin Salam (n. 1979), cântăreț
- Pepe (n. 1979), cântăreț[51]
- Bănel Nicoliță (n. 1985), fotbalist
- Nicole Cherry (n. 1998), cântăreață[52]
- Doinița Oancea (n. 15 februarie 1983), actriță
- Alina Șerban (n. 29 octombrie 1987), actriță
- Connect-R, cântăreț
- Alex Velea, cântăreț
- Gelu Duminică, sociolog
- Nicolae Gheorghe,[53] sociolog

## Inițiativă legislativă
Deputatul PD-L Silviu Prigoană a înaintat un proiect de lege, prin care propunea înlocuirea în documentele oficiale a denumirii de „rrom" cu cea de „țigan" pentru a elimina confuziile dintre termenii „român" și „rom". În aprilie 2011, Camera Deputaților a respins proiectul de lege.
Ziarul Financial Times comenta astfel propunerea legislativă: Aceasta reflectă frustrarea românilor cu privire la confuzia care se poate face între numele minorității rome și cel al țării lor, deși acesta provine din limba romani și nu are nicio legătură cu România.
Conform unui ministru indian de externe (reluată de India Times), cele aproximativ 20 de milioane de romi care se află în peste 30 de țări sunt parte a diasporei indiene și este posibil să primească cetățenie indiană. 